# Szafi
Szafi (arab: أسفي , berber: ⴰⵙⴼⵉ, nyugati átírásokban Safi) Marokkó nyugati részén, az Atlanti-óceán partján. Lakossága 282 ezer fő volt 2004-ben, de az agglomerációé jóval több mint félmillió fő.
A város neve valószínűleg az Assif berber szóból származik, ami annyit jelent, mint oued vagy vízfolyás. Erre utal, hogy valóban átfolyik a városon az Oued Chaaba.

## Gazdaság
Az ország fő szardíniahalászati központja és egyik foszfátkikötője. Innen indulnak a hajók a világba a marokkói szardínia és foszfátszállítmányokkal. 
Jelentős a halkonzervipar, a vegyipar, a kénsavtermelés.
Híres a város kézműipara. Különösen tevékeny a fazekasnegyed.
A várost környező vidék, az Abda-síkság Marokkó egyik legfontosabb mezőgazdasági termőterülete, gazdag zöldség- és banánültetvényekkel, amiket kitűnő öntözőcsatorna-rendszer lát el vízzel.

## Történelem
Szafi alapítására nincs pontos dátum. Néhány történész úgy véli, hogy eredete még a karthágóiakra nyúlik vissza, mások még régebbinek tartják.
Szafi neve a 13. században bukkan fel az almohádok alatt, akik fallal vették körül a várost. A középkor végi portugálokat is igen érdekelhette a település, amit 1541-ben el is foglaltak. Szafi virágkora a szadida Mohammed Cheikh szultán uralkodására esett, miután a lakosság támogatásával átvette a város kormányzását. Ezt követően Szafi gazdaságilag jelentősen fellendült.

## Látnivalók
- Az óváros (medina)
- La Kachla, a régi kasbah
- Dar El Bhar, a 16. századi "tengeri kastély"
- Nagymecset (Jemaa el Kebir)

## Fordítás
- Ez a szócikk részben vagy egészben  a   Safi, Morocco című angol Wikipédia-szócikk fordításán alapul.  Az eredeti cikk szerkesztőit annak laptörténete sorolja fel. Ez a jelzés csupán a megfogalmazás eredetét és a szerzői jogokat jelzi, nem szolgál a cikkben szereplő információk forrásmegjelöléseként.